# Frankfurter Tabelle
Die Frankfurter Tabelle ist eine Mitte der 1980er-Jahre eingeführte und im Reiserecht gebräuchliche Liste zur Abschätzung der Höhe von Gewährleistungsansprüchen (Reisepreisminderungen) bei berechtigten Reisemängeln einer Pauschalreise.
Die Liste ist weder für Gerichte noch für Reiseveranstalter verbindlich. Sie dient nur zur Orientierung. 
Ausgearbeitet wurde die Liste von der 24. Zivilkammer des Frankfurter Landgerichts. Die Tabelle ist am Landgericht Frankfurt am Main entstanden, da dort eine besonders hohe Zahl an Reisevertragsfällen verhandelt wurde und wird. Dies liegt an der Ortsansässigkeit diverser mittlerer und größerer Reiseveranstalter (z. B. DER Touristik). Sämtliche erstinstanzliche Klagen gegen diese Veranstalter müssen dort anhängig gemacht werden.
An den Werten der Frankfurter Tabelle orientiert sich auch die österreichische Rechtsprechung. Die Liste stellt demnach zwar keine Rechtsquelle dar, kann aber als brauchbare Orientierungshilfe zur Bewertung von Reisemängeln dienen (OGH 3. November 2005, 6 Ob 251/05p; 10. Oktober 2002, 6 Ob 11/02i).
Eine weitere Orientierungshilfe bei der Bewertung von Reisemängeln ist die ebenfalls nicht verbindliche Kemptener Reisemängeltabelle. Diese Tabelle stellt mehr auf Einzelurteile ab und berücksichtigt Urteile aus dem gesamten Bundesgebiet.